# Polyalthia ichthyosma
Polyalthia ichthyosma är en kirimojaväxtart som beskrevs av Ian Mark Turner. Polyalthia ichthyosma ingår i släktet Polyalthia och familjen kirimojaväxter. Inga underarter finns listade i Catalogue of Life.